# Julien Marie Cosmao-Kerjulien
Julien Marie Cosmao-Kerjulien (Châteaulin, 27 novembre 1761 – Brest, 17 febbraio 1825) è stato un ammiraglio francese.
Dopo aver combattuto durante la Guerra d'indipendenza americana, nel 1792 entrò nella Marina rivoluzionaria francese. Partecipò alla battaglia di Trafalgar al comando del vascello da 80 cannoni Pluton.

## Biografia
Il Barone Julien Marie Cosmao nasce il 27 novembre 1761 a Châteaulin, figlio di Jacques Cosmao (1718-1780), e di Louise Jacquette Cuzon (1728-1802). All'età di 15 anni, non volendo diventare notaio come suo padre desiderava, fuggì di casa per raggiungere Brest dove, con l'aiuto del fratello maggiore Guillaume Cosmao-Dumanoir, segretario del locale Comandante della marina, si arruolò volontario nella Marine royale.

### La guerra d'indipendenza americana
Nel 1776 si imbarcò sulla Aigrette compiendo una campagna della durata di un anno nelle Antille. Successivamente passò a servire sulla fregata Oiseau, navigando lungo le coste francesi dell'Oceano Atlantico. Durante questa seconda campagna di navigazione si distinse in due combattimenti. Il primo avvenne davanti a Bordeaux, contro una fregata inglese di primo rango che la Oiseau costrinse a battere in ritirata. Il secondo a ovest di Belle-Ile, contro una nave corsara inglese armata con 24 cannoni da 12, che la fregata francese riuscì a catturare dopo un duro combattimento. 
Nel gennaio 1779 si imbarcò sulla fregata da 20 cannoni Hirondelle, che il 16 settembre dello stesso anno sostenne un tenace combattimento contro due navi corsare inglesi: una da 14 cannoni e l'altra da 12. Dopo un combattimento durato tre ore entrambe le navi inglesi dovettero fuggire. Quindici giorni più tardi la Hirondelle costrinse una nave corsara da 16 cannoni a gettarsi sulla costa, all'ingresso del fiume Suriname. Il 10 luglio 1780 la fregata francese catturò due bastimenti della Compagnia delle Indie Orientali che trasportavano entrambe un ricco carico. Nel novembre 1781 fu nominato Tenente Comandante (lieutenant de frégate), servendo in Atlantico dapprima a bordo del vascello da 74 cannoni Pégase e poi sul pari classe Protecteur. A bordo del Pégase, facente parte della squadra navale dell'ammiraglio de Grasse, nel gennaio 1782 prese parte a un combattimento nei pressi dell'isola di Saint-Christophe e alla battaglia di Saint Kitts.

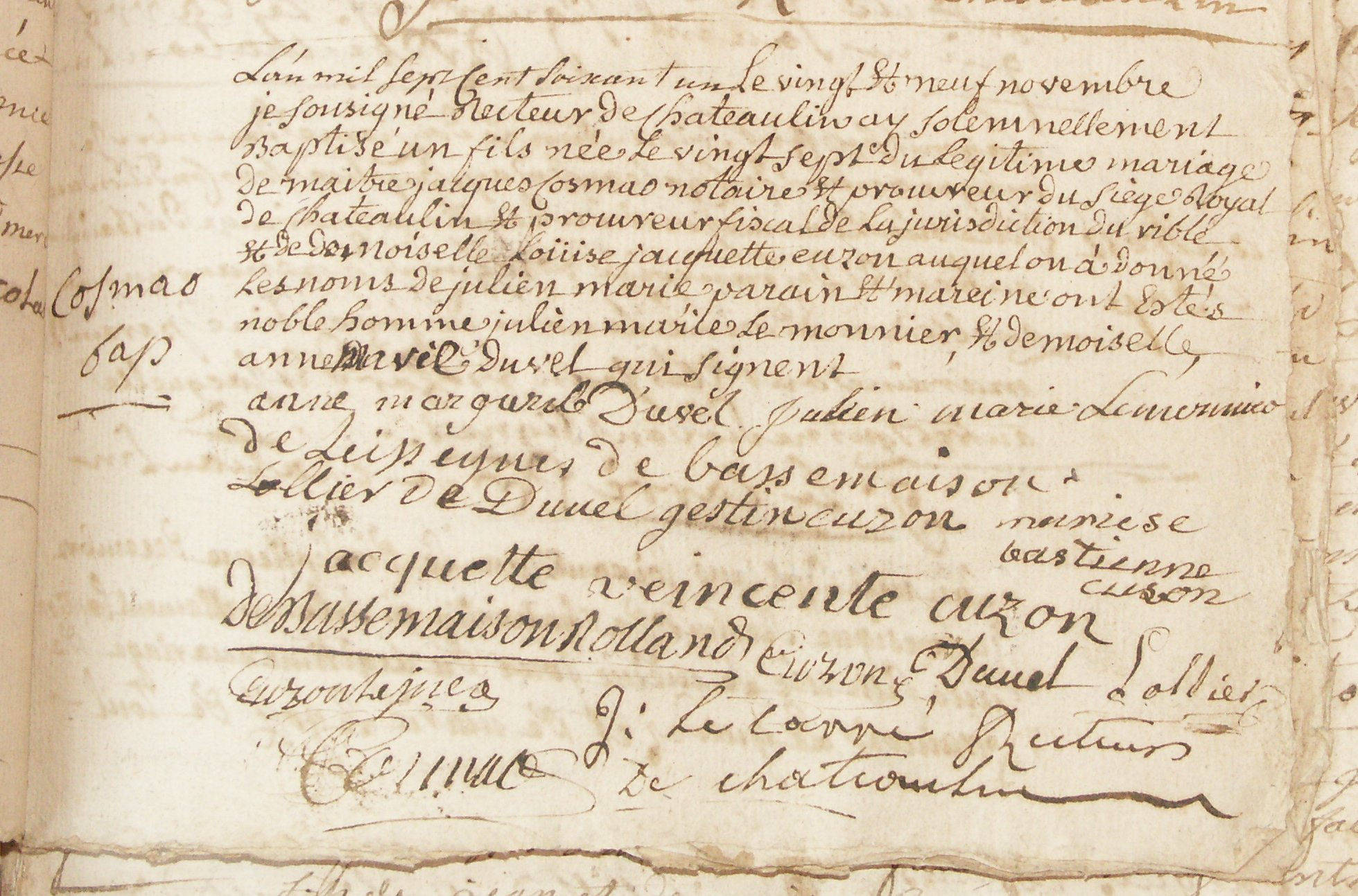
Atto di nascita di Julien-Marie Cosmao Kerjulien – Casa di Châteaulin (Finisterre)

La fama di abile tattico che si era conquistato lo fece nominare sottotenente di vascello nel 1786. Comandò in successione le navi Lourde, Vigilante e Dorade. A bordo di queste effettuò diverse campagne nel Mare del Nord e nelle Indie Occidentali, fino al settembre 1787 quando ottenne il comando del brigantino Vanneau, per passare due mesi dopo al comando della chiatta Boulonnaise, comando che mantenne fino al marzo 1790. Lasciato tale incarico nell'ottobre dello stesso anno divenne comandante in seconda sulla  Précieuse fino al gennaio 1791. Nel mese di febbraio di quell'anno fu trasferito a bordo del vascello Orion appartenente alla squadra navale di Tolone, comandata dall'ammiraglio Laurent Truguet. Promosso tenente di vascello nel gennaio 1792 assunse il comando della corvetta Sincère, con cui partecipò a diversi azioni tra cui i bombardamenti di Oneglia e di Cagliari (gennaio 1793).

### Le guerre rivoluzionarie francesi
Il 1º aprile 1793 fu nominato capitano di vascello, assumendo il comando in successione dei vascelli Centaure ( 74 ), Lys (74) e Duguay-Trouin (74) appartenenti alla Flotta del Mediterraneo agli ordini dell'ammiraglio Trogoff de Kerlessy. Tale ammiraglio era considerato un lealista, e il 29 agosto 1793 una parte delle navi della flotta si ribellarono alla sua autorità, dando vita ad una serie di eventi che portarono all'assedio di Tolone, che vide l'occupazione per un breve tempo della città francese da parte delle truppe anglo-spagnole.
Nell'aprile 1794 fu nominato capitano di vascello, e comandante del vascello da 80 cannoni Tonnant, divenendo aiutante di bandiera del contrammiraglio Delmotte, facente parte della squadra navale composta da 15 vascelli, sei fregate e tre brigantini al comando del contrammiraglio Pierre Martin. Il 5 giugno 1794 una divisione composta da sette vascelli, tra cui il Tonnant, cinque fregate e una corvetta effettuò una sortita da Tolone.

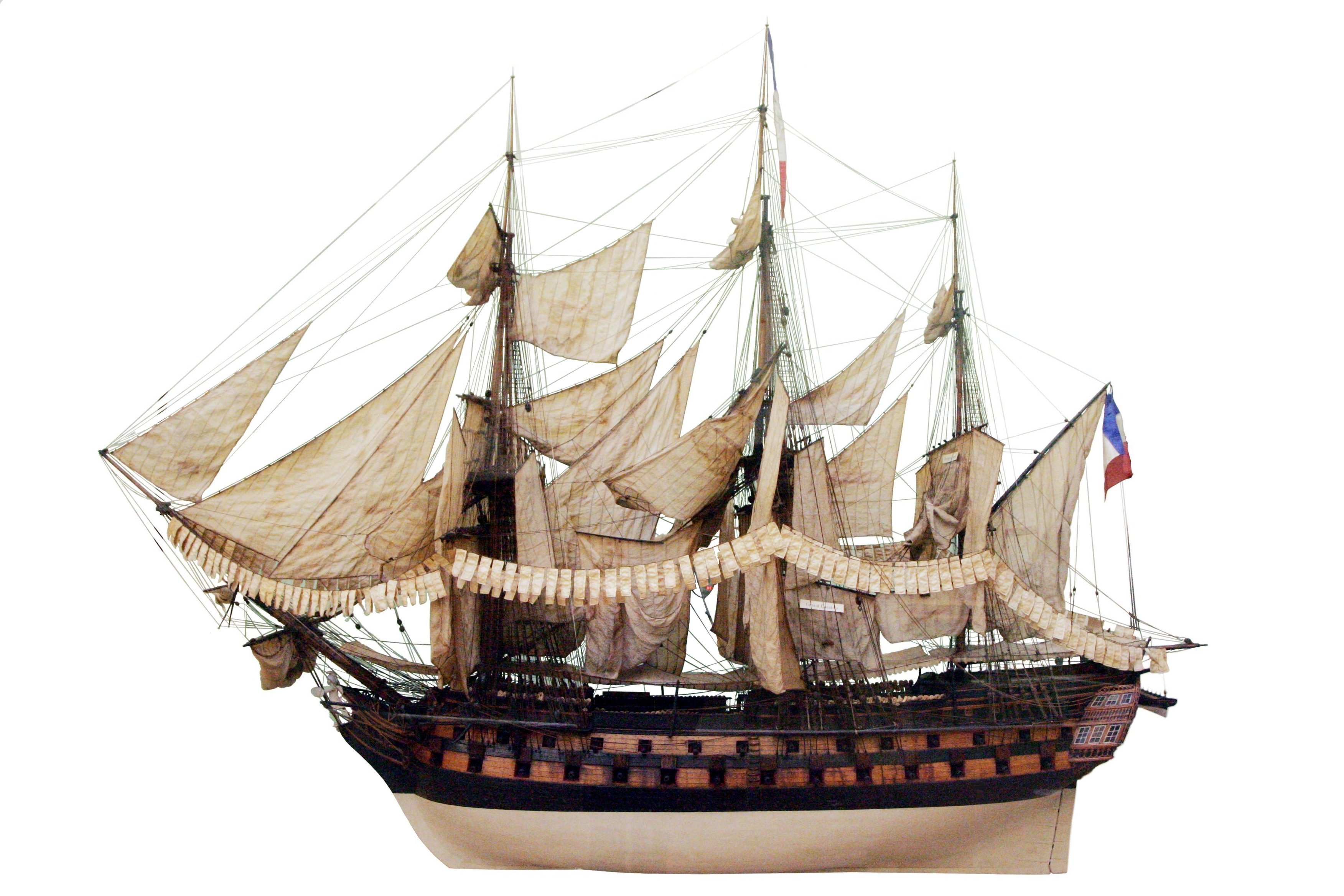
Il vascello Pluton nuovo fiammante nel 1805, come il similare l'Achille prenderà parte alla campagna di Trafalgar.

Il 1º marzo 1795 l'intera squadra navale effettuo una nuova uscita in mare. Il giorno 7 avvenne un combattimento tra la fregata francese Alceste e il vascello inglese Berwick. Il Tonnant arrivò sul campo di battaglia due ore dopo l'inizio dell'azione, e sparò tre bordate in successione contro la nave inglese che ammainò la bandiera. Cinque giorni dopo la squadra navale francese fu raggiunta a Capo Noli da una squadra inglese composta da tredici navi di linea, due corvette ed un cutter. Durante lo scontro seguente due vascelli di linea francesi, il Ça Ira (80) e il Censeur (74) vennero catturati, nonostante l'aiuto portatogli da quattro vascelli francesi, tra cui il Tonnant. In seguito prese parte alla battaglia delle isole Hyeres, avvenuta il 13 luglio dello stesso anno, che vide la squadra francese dell'ammiraglio Martin scontrarsi con quella inglese del viceammiraglio William Hotham. La battaglia terminò con la distruzione del vascello francese Alcide.
Nel giugno 1797 venne promosso al grado di Chef de Division, assumendo il comando del vascello da 74 cannoni Jemmapes. Nel 1799 prese parte alla crociera in Mediterraneo effettuata dalla squadra navale del viceammiraglio Étienne Eustache Bruix, Ministro della Marina, dopo il disastro di Abukir. La squadra francese salpò da Brest per raggiungere Tolone il 26 aprile, mancò l'appuntamento con la squadra spagnola di El Ferrol e si inoltrò nel Mediterraneo occidentale raggiungendo Tolone. La squadra di Bruix riparti il 27 maggio, e dopo aver effettuato alcune operazioni navali si ricongiunse con le navi spagnole dell'ammiraglio José de Mazarredo Salazar Muñatones y Gortázar a Cartagena. La flotta combinata si portò indisturbata a Cadice, giungendovi il 12 luglio, ma vista la mancanza di ordini da Madrid de Mazzarredo y Gortazar si rifiutò di entrare in Atlantico con le sue navi, e la squadra francese fece ritorno a Brest seguita da una piccola squadra spagnola. In seno alla squadra dell'ammiraglio Alain Joseph Dordelin servì tra il 1801 e il 1803 a Santo Domingo. Comandò in successione i vascelli Océan (118), Alliance (74) e Mont Blanc (74), appartenenti a diverse stazioni navali, e prese parte alle operazioni contro le rivolte degli schiavi avvenute a Santo Domingo in quegli anni.

## La campagna di Trafalgar
Nel 1805 assunse il comando del nuovo vascello da 74 cannoni Pluton facente parte della squadra franco-spagnola, composta da diciotto navi di linea, sette fregate, una corvetta e un brigantino, al comando del vice-ammiraglio Pierre Charles Silvestre de Villeneuve. Il 30 marzo di quell'anno la squadra francese lasciò Tolone raggiungendo la Martinica alla fine del mese di maggio.
L'isola rocciosa di Diamond Rock si trova a dieci chilometri in linea d'aria a sud di Fort de France (all'epoca Fort Royal), era stata occupata e fortificata dagli inglesi nei primi mesi del 1804. Tale posizione costituiva un osservatorio privilegiato, da cui gode una visibilità che raggiunge i 70 km, per potere controllare le navi in entrata e in uscita da Fort de France. Un primo tentativo di riconquistare l'isola, trasportando le truppe con barche a remi, non era riuscito a causa delle forti correnti marine contrarie. Il viceammiraglio Louis Thomas Villaret de Joyeuse, Capitano generale della Martinica, sollecitò l'ammiraglio Villeneuve a ridurre al silenzio questo simbolo di arroganza alle porte di Martinica. Villeneuve accettò di condurre tale operazione che, del resto, gli era stata formalmente prescritta da Napoleone Bonaparte nei suoi ordini. Una divisione costituita dai vascelli Pluton e Berwick, dalla fregata Syrene e dalle corvette Fine e Argus, venne posta al suo comando e destinata a trasportare le truppe che dovevano eseguire l'operazione, sostenendole anche durante la fase di sbarco.

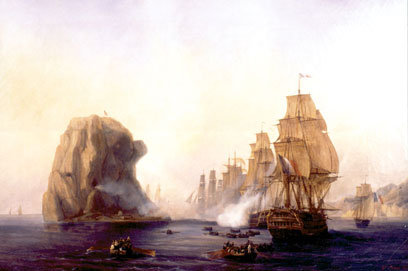
La squadra francese agli ordini di Cosmao-Kerjulien attacca Diamnd Rock. Olio su tela di Auguste Mayer. Originale esposto nella sua casa di Châteaulin, mentre una copia si trova presso il castello di Versailles.

All'alba del 31 maggio la divisione navale si avvicinò a Diamonds Rock, accompagnata da quattro scialuppe e quattro canotti, forniti egualmente per metà dalla squadra francese e per metà da quella spagnola. Il fuoco dei cannoni dei vascelli e delle altre navi della divisione costrinsero gli inglesi ad abbandonare la base della formazione rocciosa. Malgrado il fuoco di risposta degli assediati, le imbarcazioni riuscirono ad effettuare il previsto sbarco. Le truppe francesi si impadronirono ben presto della base della roccia, ma la progressione verso l'alto incontrò forte opposizione da parte degli inglesi, che sparavano da una posizione dominante. Durante la notte vennero sbarcati ulteriori rinforzi, viveri, munizioni ed equipaggiamento per tentare la scalata, ma il primo tentativo andò incontro al fallimento. La giornata del 1º giugno fu dedicata alla ricognizione a vista ed alla preparazione della scalata. Nuovi rinforzi vennero sbarcarti durante la notte tra il 1° e il 2 giugno. Un passaggio, trovato in un piccolo gruppo di soldati, permise ad alcuni uomini di mettere piede su una piattaforma naturale al di sopra delle posizioni francesi, da cui lanciarono corde e grappini che permisero ai soldati di salire verso l'alto. Partendo da lì iniziarono la scalata che permise loro di impadronirsi delle grotte dove si trovavano i ricovericontenenti i viveri, le munizioni, ma soprattutto l'acqua potabile di riserva degli assediati. Il 5 giugno il comandante inglese della guarnigione ordinò di issare la bandiera bianca, arrendendosi con le sue truppe. Per quell'epoca si trattò di un'autentica prodezza militare, che alzò notevolmente il morale della squadra franco-spagnola.

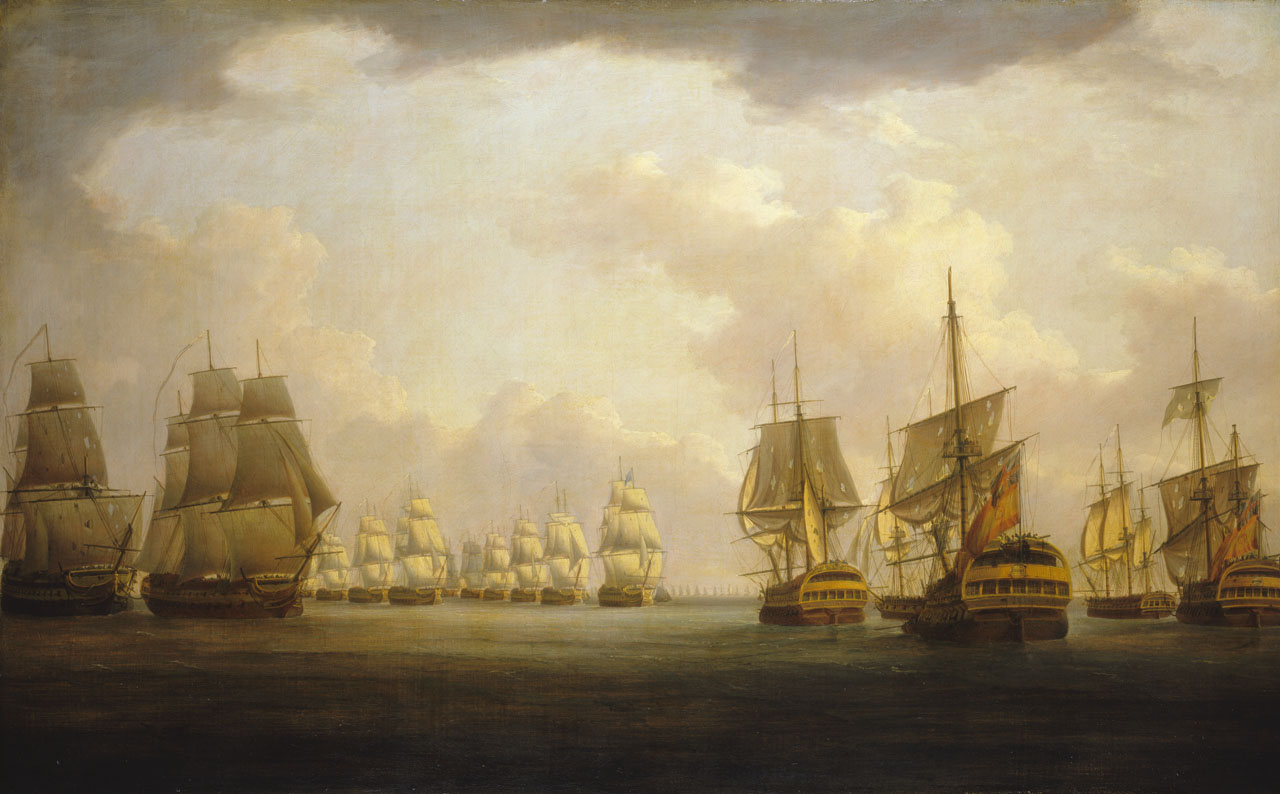
La battaglia di Capo Finisterre del 1805

Il 22 luglio 1805, di ritorno dalla Martinica, la squadra franco-spagnola del vice-ammiraglio Villeneuve, composta da venti vascelli di linea, faceva vela verso il porto di El Ferrol quando giunta all'altezza di Capo Finisterre incontrò una squadra inglese di quindici vascelli di linea al comando dell'ammiraglio Sir Robert Calder. La flotta franco-spagnola si schierò in ordine di battaglia, con le navi spagnole all'avanguardia e il Pluton alla testa delle navi francesi. 
La battaglia fu combattuta tra le due avanguardie, in condizioni di scarsissima visibilità. Cosmao-Kerjulien si accorse che il vascello spagnolo Firme, ultimo della fila spagnola andava alla deriva disalberato verso la linea inglese, insieme ad un altro vascello spagnolo, il San Raphaël. Il Pluton lasciò la sua posizione nella linea di fila collocandosi tra gli inglesi e il Firme. L'audace manovra avrebbe avuto il successo che ci si aspettava se le navi poste dietro al Pluton l'avessero immitata. La nebbia e il fumo delle cannonate impedirono l'arrivo di altre navi, ed egli si ritrovò solo contro diversi vascelli nemici che lo costrinsero a ritornare al suo posto. Il Firme fu catturato dagli inglesi assieme al San Raphaël. Mentre egli cercava di salvare le navi alleate, altre tre di loro: i vascelli Terrible, España, e America, molto danneggiati, caddero sottovento alla linea franco-spagnola. Il Pluton lasciò ancora una volta la sua posizione per coprire queste navi con il proprio fuoco. Questa volta la manovra riuscì, impedendo alle navi spagnole di essere catturate. 
Questa battaglia non fu decisiva per alcuna delle due flotte avversarie, in quanto nessuna delle due riuscì a conseguire un decisivo vantaggio sull'altra. Gli inglesi riuscirono, comunque, a catturare due navi di linea spagnole, e l'ammiraglio Gravina si risentì del fatto che Villeneuve non si fosse dimostrato più aggressivo nel cercare di riprendere i due vascelli agli inglesi. Gravina e tutti i comandanti spagnoli aveva comunque notato gli sforzi fatti da Cosmao-Kerjulien per salvare le due navi e gli testimoniarono una profonda gratitudine.
Dopo essere arrivata a Vigo la flotta combinata franco-spagnola si spostò a El Ferrol per raggiungere Cadice il 17 agosto. Alle 7 del mattino del 18 ottobre le prime navi franco-spagnole uscirono dal porto di Cadice. le operazioni di uscita dalla rada terminarono solo il giorno 20, quando tutti i 33 vascelli di linea furono in mare aperto.

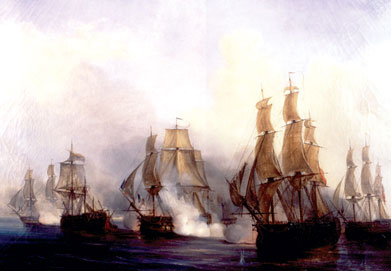
Il combattimento del Pluton a Trafalgar. Olio su tela del pittore Auguste Mayer. Originale esposto a Châteaulin.

All'inizio della battaglia di Trafalgar egli segnalò al contrammiraglio Magon de Médinie, che si trovava subito dietro la sua nave, imbarcato a bordo del vascello Algéciras, l'intenzione di opporsi con tutti i mezzi ad un attraversamento della linea di fila franco-spagnola davanti alla sua nave. Notando che il vascello Monarca era caduto in panne, serrò il vento per opporsi al tentativo del vascello inglese HMS Mars, di penetrare nella linea di fila alleata, combattendo molto da vicino e con vantaggio per mezz'ora . L'arrivo di un vascello a tre ponti britannico, che minacciva la poppa della sua nave, lo costrinse ad abbandonare il tentativo di abbordaggio che stava per tentare. Serrando il vento il Pluton combatté contro altre navi avversarie fino alle 16:45, abbandonando il combattimento alle 17:30 quando il segnale di ritirata fu issato sull'albero maestro del vascello Principe de Asturias, nave di bandiera del viceammiraglio Gravina. Descrisse molti piccoli dettagli dello scontro nella sua relazione della battaglia, narrando lo stato della sua nave alla fine del combattimento: La mia seconda batteria era completamente ingombra di morti, nove pezzi smantellati, molti avevano i loro bragues tagliati e per manovrare i cannoni ho dovuto far scendere sul ponte di batteria i pochi uomini che erano rimasti con me a poppa e i ragazzi. La nave imbarcava due piedi e mezzo d'acqua dalle mura di babordo e non potevo sigillare l'altro lato, il sartiame e le vele non tenevano più; alla fine avevo 280 uomini dell'equipaggio tra uccisi e feriti.

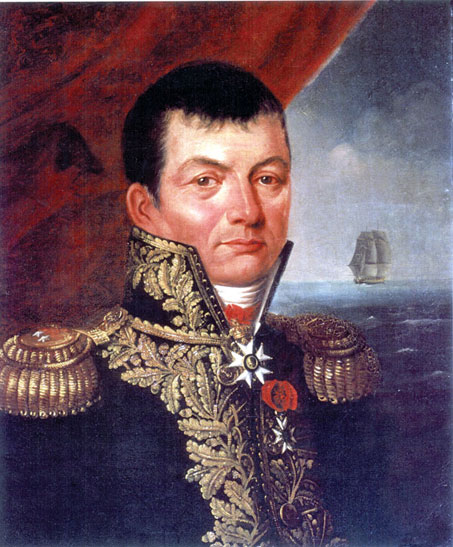
Ritratto di Cosmao-Kerjulien eseguito da Auguste Mayer. Originale presso la casa natale di Châteaulin.

Subito dopo essere rientrato in porto con ciò che rimaneva della squadra navale franco-spagnola, il pur ferito Gravina gli assegnò il 23 ottobre (il giorno dopo la battaglia) il comando delle navi che si trovavano nella rada di Rota, posta all'entrata del golfo di Cadice, in quanto era stata avvistata all'orizzonte la flotta inglese. Deciso ad approfittare dell'occasione, verso l'una del pomeriggio, riparato vele e sartiame del Pluton, nonostante le gravi condizioni generali della nave, salpò andando incontro alle navi avversarie con una divisione composta da cinque navi di linea cinque fregate e tre corvette. Con la brezza favorevole le navi alleate si avvicinarono ben presto alla flotta britannica, che navigava molto lentamente. Stremate dal combattimento del giorno precedente le navi britanniche si sottrassero ad un nuovo combattimento abbandonando i vascelli catturati al loro destino. Era ciò che egli voleva. Riuscì a riprendere i vascelli Santa Aña e Neptuno facendoli ricondurre a Rota dalle fregate francesi.
Scorgendo davanti a lui più di venti vascelli inglesi, fece ritirare la sua divisione, in quanto lo stato generale delle navi non gli permetteva di rischiare un'altra battaglia. Da parte sua, l'ammiraglio Cuthbert Collingwood, per paura di ulteriori attacchi e del cattivo tempo persistente, decise di affondare o bruciare quattro delle navi catturate: i vascelli Santisima Trinidad, Argonauta, San Augustino  e Intrépide. Questa sortita rifletteva molto bene lo stato d'animo dei sopravvissuti alla battaglia, desiderosi di vendicarsi, ma nonostante gli sforzi il risultato fu deludente: solo il Santa Ana riuscì ad arrivare in porto, il Neptuno e il Rayo naufragarono al largo della costa di Rota. 
Per la sua condotta durante la battaglia di Capo Finisterre, in quella di Trafalgar, e nello scontro del 23 ottobre 1805 fu nominato Grande di Spagna di 1ª classe. Il 29 maggio 1806 fu elevato al rango di contrammiraglio, ottenendo il comando di una divisione della squadra del Mediterraneo agli ordini del viceammiraglio Ganteaume.

### Il rifornimento di Corfù (febbraio 1808)
Nel febbraio 1808 il viceammiraglio Ganteaume ricevette l'ordine di trasportare rifornimenti e truppe di rinforzo a Corfù. Al comando della squadra del Mediterraneo egli disponeva di due divisioni, una al comando del contrammiraglio Allemand e una a Cosmao-Kerjulien. 
Il 10 febbraio 1808 la sua divisione, formata dai vascelli Robuste (nave ammiraglia) e  Borée, dalla corvetta Mohawk e della flûte Var salpò con il resto della squadra da Tolone per raggiungere Corfù. Egli aveva ricevuto ordini scritti da Ganteaume che gli prescrivevano, dopo essersi separato dal resto della squadra, di non avvicinarsi da solo all'isola, ma di attendere il resto della squadra nel punto di ritrovo fissato a Capo Santa Maria (Santa Maria di Leuca), a sud-est del golfo di Taranto. In caso di bisogno egli doveva rifugiarsi a Taranto, per evitare di combattere contro forze superiori. 

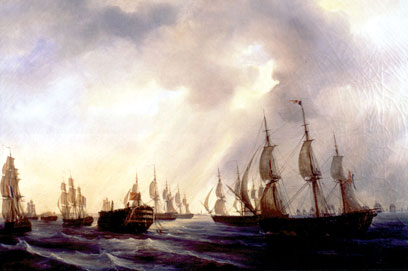
Il ritorno a Rota dopo l'azione del 23 ottobre 1805. Olio su tela di Auguste Mayer. Originale esposto presso la sua casa di Châteaulin.

Usciti da Tolone le condizioni del mare peggiorarono tanto che la sua divisione si separò subito dal resto della squadra. Nonostante ciò le sue navi raggiunsero rapidamente, il 19 febbraio, il punto di ritrovo. Durante la navigazione egli riuscì ad aggregare alla sua divisione alcune navi disperse, tra cui i vascelli Génois e Annibal. Avvistate forze navali superiori, e conformemente agli ordini ricevuti, entrò nel porto di Taranto il 24 febbraio. Visto gli ordini incompleti ricevuti da Ganteaume sollecità vivamente ulteriori istruzioni da parte del re di Napoli Giuseppe Bonaparte, fratello di Napoleone. Quasi nello stesso momento, il 23 febbraio, Ganteaume entrava a Corfù, senza essere passato per Capo Santa Maria onde ricongiungersi con la sua divisione, in conformità alle istruzioni precedentemente emanate. Dopo alcune esitazioni, ignorando che Ganteaume si trovava già a Corfù, Giuseppe Bonaparte gli scrisse di tentare di raggiungere l'isola, e poi trovare il resto della squadra. Salpato l'8 marzo raggiunse Corfù il giorno 12, trovando il resto della squadra all'ancoraggio nella rada dell'isola.

### La missione di rifornimento di Barcellona (aprile-maggio 1809)
Il 7 aprile 1809, su ordine dal viceammiraglio Ganteaume, assunse a Tolone il comando di una divisione composta da cinque vascelli due fregate e dieci o dodici navi mercantili, che doveva rifornire di viveri e munizioni la guarnigione francese assediata a Barcellona. Le informazioni in possesso dei francesi suggerivano che la flotta inglese si trovasse in Sicilia o a Malta per effettuare il periodico rifornimento. Nessuna nave inglesi era segnalata nelle Isole Baleari (dove invece si trovavano), ma vi era una fregata di sorveglianza appena al largo del porto di Barcellona, e una divisione comprendente diverse fregate alla fonda ad ovest della città. Ganteaume gli raccomandò di procedere direttamente su Barcellona, sbarcare i rifornimenti trattenendovisi il meno possibile. Per il ritorno a Tolone si doveva evitare qualsiasi scontro con le navi inglesi in crociera di sorveglianza al largo di Tolone, effettuando una manovra evasiva che prevedeva di passare al largo della Sardegna o della Corsica. Come sua abitidune condusse questa operazione con energia e determinazione, unite ad una certa dose di fortuna. Le navi raggiunsero rapidamente la città assediata, sbarcarono i rifornimenti senza incidenti, sfuggendo alle ricerche delle inglesi. Il Ministro della Marina, viceammiraglio Decrès, il 9 maggio gli indirizzò le proprie felicitazioni per il successo dell'operazione considerata molto importante, attraverso il viceammiraglio Ganteaume, sottolineando la sua perfetta esecuzione: Ricevete le mie felicitazioni per il pericolo a cui è sfuggito il contrammiraglio Cosmao-Kerjulien.

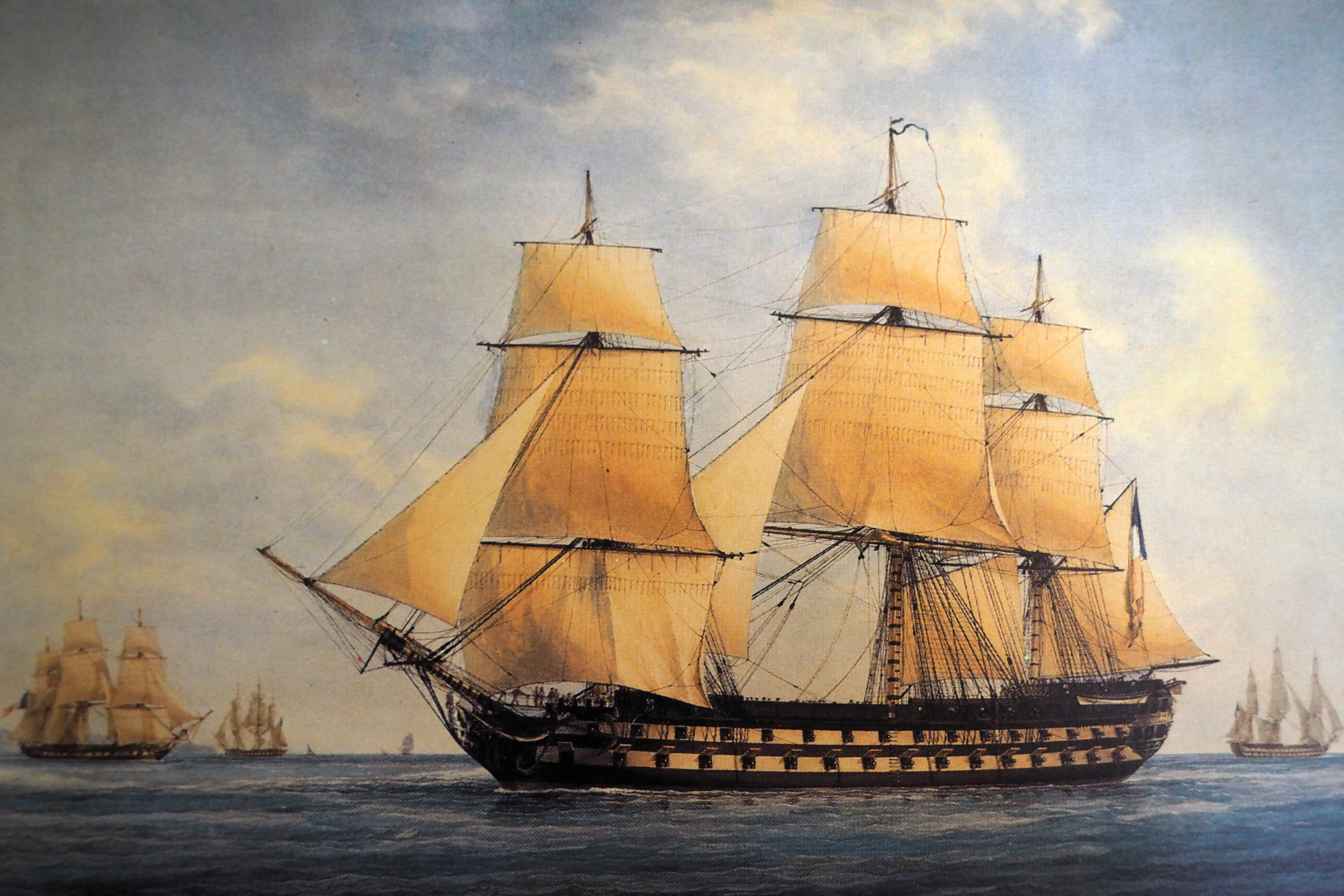
il vascello da 80 cannoni Robuste, della Classe Tonnant

Nel 1810 fu chiamato a far parte del Consiglio di Guerra, riunito su ordine di Napoleone, che doveva giudicare la condotta del contrammiraglio Dumanoir de Pelley durante la battaglia di Trafalgar. Si trattava del solo membro del Consiglio ad aver partecipato alla battaglia. Tra la sorpresa generale i giudici assolsero la condotta tenuta da Dumanoir. Si racconta che Napoleone Bonaparte, prigioniero sul vascello Northumberland che lo stava trasferendo a Sant'Elena abbia detto che Cosmao-Kerjulien avesse rotto la propria spada in segno di disappunto per l'assoluzione del collega. Tale forte reazione deve considerarsi sorprendente, in quanto egli era un membro di quel consiglio, a meno che non si fosse verificato un grave dissenso all'interno di esso.
Nello stesso anno fu fatto Barone, assumendo il comando di una divisione della squadra dell'Escaut, basata ad Anversa, nel 1811. L'anno successivo ritornò a Tolone dove prestò servizio fino al 1814. Nel novembre 1813 e nel febbraio 1814 condusse in combattimento la propria divisione contro la squadra britannica, comandata dall'ammiraglio Sir Edward Pellew, che teneva bloccato il porto.

### La manovra delWagram(5 novembre 1813)

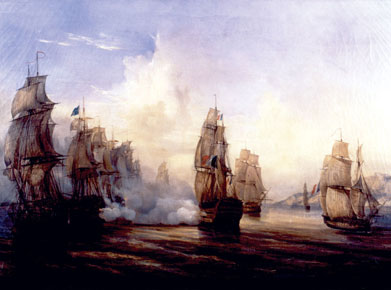
La manovra di salvataggio del Wagram. Olio su tela del pittore Auguste Mayer. Originale esposto presso la casa natale di Châteaulin, mentre una copia è esposta al castello di Versailles.

Il 5 novembre 1813 dodici vascelli e sei fregate salparono da Tolone al comando del viceammiraglio Emeriau al fine di effettuare alcune manovre tattiche fuori dalla rada. Al largo di Tolone si trovavano quattro vascelli inglesi della squadra del viceammiraglio Pellew, impegnati in una crociera di sorveglianza. Mentre la flotta francese ritornava verso il porto, il vento cambiò improvvisamente direzione, ostacolando notevolmente l'ingresso delle navi francesi nel la rada. Questo cambiamento di vento portò la squadra inglese in una vantaggiosa posizione, che le consentiva di raggiungere rapidamente le navi francesi rimaste indietro. Il viceammiraglio Emeriau, constatando il pericolo, diede loro libertà di manovra, ordinando che raggiungessero rapidamente il proprio ancoraggio. L'ammiraglio inglese cercò di approfittare della situazione alzando il segnale di caccia generale, impegnando i vascelli francesi alle 12:45 con non meno di sette navi. La posizione francese divenne subito critica, in quanto il vascello L'Agamemnon e le fregate La Pénélope e La Melpomène stavano per essere circondate. A bordo del Wagram egli prese l'iniziativa, e la responsabilità, di andare a sostenere le navi impegnate in combattimento. Il Wagram manovrò per interporsi tra L'Agamemnon e le navi inglesi, ripetendosi poi a favore delle fregate. Grazie a tale manovra le tre navi francesi riuscirono a raggiungere il loro ancoraggio all'interno del porto.

### La battaglia del 13 febbraio 1814

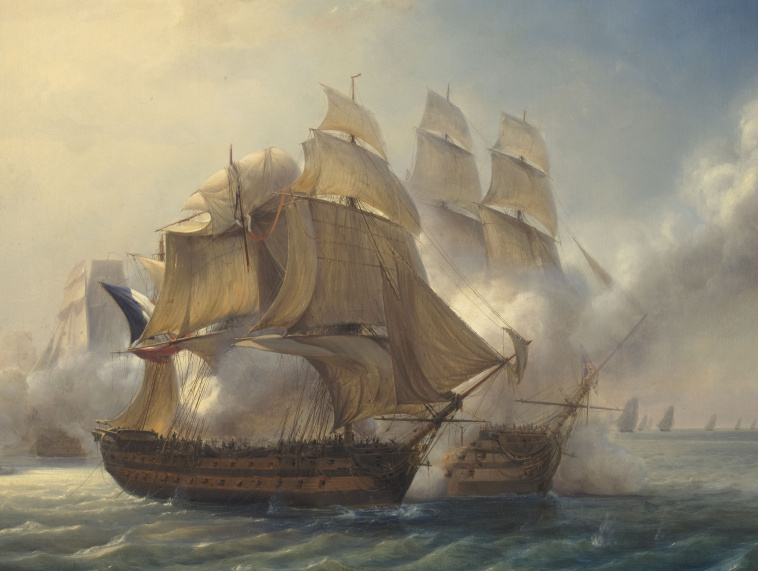
Il combattimento del Romulus di Pierre-Julien Gilbert.

Nel febbraio 1814 ricevette l'ordine di proteggere l'arrivo a Tolone del vascello Scipion, proveniente da Genova. Per aggirare il blocco inglese egli uscì il giorno 12 con una divisione formata di tre vascelli da 80 cannoni e tre fregate da 44. All'alba del giorno dopo la formazione francese si trovava a circa 20 km a sud ovest di Fréjus quando furono avvistate due fregate inglesi, cui venne data immediatamente la caccia. Circa 30 chilometri, con mure a tribordo, a sud est di Capo Bénat fu avvistata la squadra inglese dell'ammiraglio Pellew, forte di quattordici navi di linea di cui sette a tre ponti. Immediatamente egli diede disposizioni per prepararsi alla battaglia, ma pochi istanti dopo si alzò una brezza e la divisione francese virò verso Tolone, passando per le isole Hyères. Valutato rapidamente lo schieramento delle navi nemiche, sparse su una linea molto ampia, diede l'ordine alla sua formazione di cercare di raggiungere Tolone prima di farsi raggiungere dalle navi nemiche.
Alle 11:30 la divisione si inoltrò nel piccolo passaggio tra le isole schierata nel seguente modo: Sceptre, Médée, Dryade, Trident, Adrienne e Romulus. La manovra ebbe successo e gli inglesi non poterono attaccare la retroguardia della colonna francese. Intorno 00:30, il Boyne, nave d'avanguardia della linea britannica, 110 cannoni, aprì il fuoco sulla Médée, la Dryade e il Trident che risposero subito al fuoco. Forzando le vele il Boyne riuscì a passare dietro al Trident, separando la retroguardia francese dal resto della colonna. Il Boyne riuscì a separare la fregata Adrienne dal Romulus, concentrando il fuoco esclusivamente su quest'ultimo. Accortosi del pericolo che correva il suo vascello, diede ordine di portargli soccorso, ma la manovra che doveva effettuare lo Sceptre avrebbe disturbato la linea di fila francese, permettendo agli inglesi di impegnare le rimanenti navi della sua formazione.
Il Romulus, minacciato di essere attaccato su entrambi i lati, e trovandosi in una posizione molto critica, virò subito a tribordo e continuò per la sua rotta, sparando con tutti i pezzi. Il Boyne fu raggiunto da un secondo vascello a treponti, il Caledonia, che prese a sparare contro il Romulus, ma il vascello francese rispose sempre energicamente a fuoco dei suoi due avversari. All'altezza di Capo Brun, le navi inglesi furono minacciate dalle batterie dei forti che aprirono il fuoco su di loro (anche se molto vago e discontinuo), e l'ammiraglio Pellew le richiamò indietro ordinandogli di abbandonare la caccia. L'intera azione era durata circa un quarto d'ora. Il Romulus rientrò nel porto di Tolone raggiungendo la divisione di Cosmao-Kerjulien, anche se il nemico aveva tagliato la sua rotta.
Questa azione non fu una grande vittoria navale francese, dato che il confronto si limitato all'impegno della retroguardia, ma i danni subiti e l'energica resistenza attuata, costrinsero le navi inglesi ad allontanarsi, consentendo allo Scipion di entrare a Tolone senza alcun intoppo. Fu l'ultima battaglia navale combattuta dal Primo Impero.

### L'ultima parte della carriera

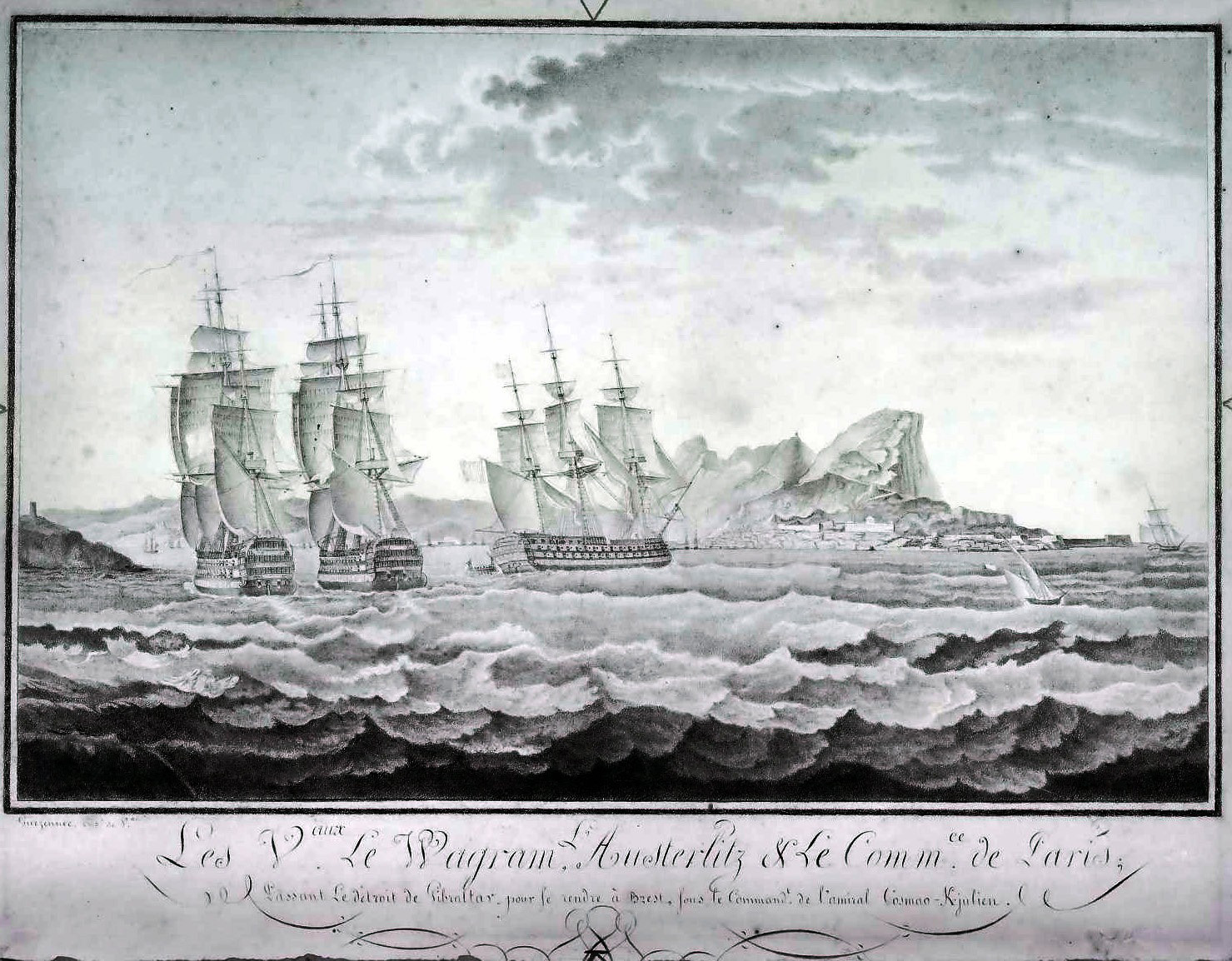
Il passaggio di Gibilterra della divisione comandata dal contrammiraglio Cosmao-Kerjulien (settembre 1814). Litografia eseguita dall'enseigne de vaisseau Guezennec.

Dopo l'abdicazione dell'Imperatore, avvenuta nell'aprile del 1814, successe all'ammiraglio Emeriau nel comando della Squadra di Tolone. Nel giugno dello stesso anno prese parte all'evacuazione delle truppe e dei cittadini francesi presenti sull'isola di Corfù. Nei primi mesi di giugno salpò da Tolone con cinque vascelli di linea, 4 fregate, 1 brigantino e alcune navi da trasporto raggiungendo l'isola il giorno 12. le operazioni di imbarco iniziarono subito, e si svolsero senza incidenti. 
La Convenzione di Parigi consentiva l'imbarco di 39 cannoni (uno ogni 1000 uomini), ma lui riuscì ad imbarcarne centotrenta. Il console britannico protestò energicamente per la violazione degli accordi ma, sfidato ad impedire l'imbarco dei cannoni, dovette desistere. Il 25 giugno la squadra lasciò Corfù senza incidenti facendo rotta per Tolone. Il governo di Luigi XVIII gli inviò le sue congratulazioni per come aveva adempiuto alla missione, e per non aver ceduto alle richieste degli inglesi.
Nel settembre del 1814, navigò per l'ultima volta conducendo una divisione navale da Tolone a Brest. Dal 10 aprile al 19 luglio 1815, durante il periodo dei Cento giorni, fu prefetto marittimo di Brest, venendo nominato Pari di Francia nel mese di giugno. Con il ritorno sul trono di Luigi XVIII, il 1º gennaio 1816 venne messo pensione obbligatoriamente senza alcun emolumento. Dovette lottare a lungo per ottenere la pensione che gli era stato inizialmente rifiutata, dopo 37 anni di servizio di cui 32 in mare (e ben 22 passati in guerra). Morì a Brest il 17 febbraio 1825 venendo sepolto nel locale Cimitero di Saint-Martin. Fu uno dei pochi marinai elogiati pubblicamente da Napoleone I, che di lui disse: E il miglior marinaio del suo tempo, nessuno è mai stato più coraggioso e più generoso. Senatore sotto il Consolato e poi dell'Impero fu un massone, membro della Loggia l'Heureuse Rencontre di Brest dal 1789. In quanto marinaio dell'Impero, il suo nome figura sull'Arco di trionfo, a Parigi, inciso sulla colonna 10 del Pilastro nord.

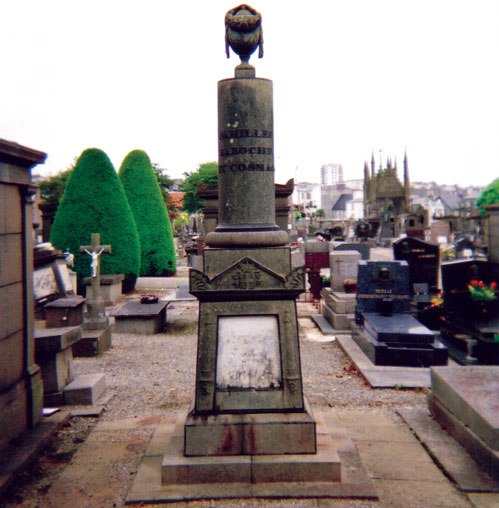
La sua tomba presso il Cimitero di Saint Martin, Brest

### La famiglia
Nel 1791 Julien Cosmao Kerjulien prese in moglie la signorina Marie Josèphe Victorie Bayle (nata a Brest il 2 aprile 1774 e morta ad Anversa il 4 maggio 1813) che gli diede quattro figli. Due figlie sopravvissero sino all'età adulta. Non avendo eredi maschi, il suo titolo di barone andò perduto.
Sua figlia Celia (1791-1873) sposò nel 1815 il contrammiraglio Charles Louis Joseph Bazoche, che sarà Governatore dell'isola di La Réunion dal 1841 al 1846. La loro figlia sposò suo cugino Edmond Cosmao-Dumanoir.

### Periodici
- Giuliano da Frè, Il vallo di legno, in RID-Rivista Italiana Difesa, No.10, Chiavari, Giornalistica Riviera Soc. Coop. a.r.l., ottobre 2005,  pp. 82-97.
- Roberto Roggero, Trafalgar. Il tocco di Nelson, in Eserciti nella Storia, Parma, Delta Editrice s.n.c., novembre-dicembre 2004,  pp. 64-72.